# Sérévillers
Sérévillers ist eine französische Gemeinde mit 133 Einwohnern (Stand 1. Januar 2022) im Département Oise in der Region Hauts-de-France (vor 2016 Picardie). Sie liegt im Arrondissement Clermont und ist Teil der Communauté de communes de l’Oise Picarde und des Kantons Saint-Just-en-Chaussée (bis 2015 Breteuil). 

## Geographie
Sérévillers liegt etwa 50 Kilometer südsüdöstlich von Amiens. Umgeben wird Sérévillers von den Nachbargemeinden Rocquencourt im Norden und Nordwesten, Villers-Tournelle im Nordosten, Broyes im Osten, Plainville im Süden, Chepoix im Südwesten sowie Le Mesnil-Saint-Firmin im Westen und Südwesten.

## Einwohner
| 1962                      | 1968 | 1975 | 1982 | 1990 | 1999 | 2006 | 2013 |
| ------------------------- | ---- | ---- | ---- | ---- | ---- | ---- | ---- |
| 116                       | 124  | 98   | 104  | 90   | 92   | 109  | 132  |
| Quelle: Cassini und INSEE |      |      |      |      |      |      |      |

## Sehenswürdigkeiten
- Kirche Saint-Martin aus dem 12. Jahrhundert, Umbauten aus dem 16. Jahrhundert

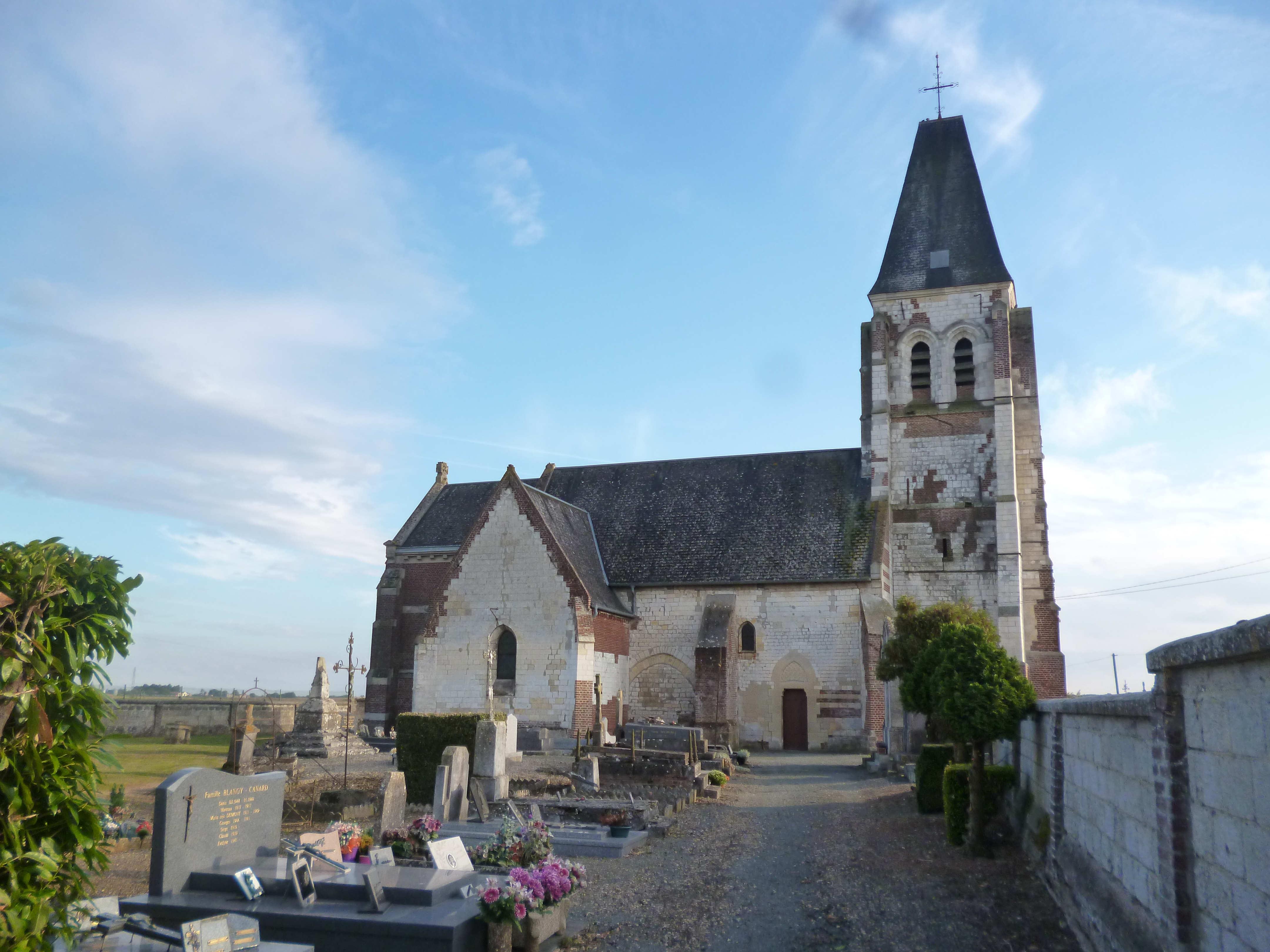
Kirche Saint-Martin